# Route départementale 906 (Yvelines)
Pour les articles homonymes, voir Route départementale 906.
 (janvier 2021).
Si vous disposez d'ouvrages ou d'articles de référence ou si vous connaissez des sites web de qualité traitant du thème abordé ici, merci de compléter l'article en donnant les références utiles à sa vérifiabilité et en les liant à la section « Notes et références ».
La route départementale 906 ou D906, est l’un des axes importants du département des Yvelines tant au plan de la circulation routière locale qu'au plan de la circulation régionale.
Il s'agit, historiquement, d'un tronçon de l'ancienne route nationale 306 déclassée au milieu des années 1990. Jusqu'aux années 1930, le tronçon de Rambouillet à l'Eure-et-Loir appartenait à la RN 10.
Sa fonction majeure est de permettre aux habitants de la vallée de Chevreuse d'accéder aux grands axes de circulation vers l'agglomération parisienne et aux pôles importants d'activités du département de l'Essonne. Ce sont, d'une part, vers le nord-est et par son prolongement historique, la RN 306, Saclay et la route nationale 118 et d'autre part, par la départementale 95 essonnienne, Les Ulis et Orsay, la RN 118, l'autoroute A 10 et, au-delà, l'autoroute A 6. Ces flux importants, dans le sens ouest-est le matin et le sens est-ouest le soir, sont générateurs d'embouteillages. 
Elle permet également de relier la vallée de Chevreuse à Rambouillet mais, sur ce secteur, la circulation est moins dense que dans la partie est.
Au-delà de Rambouillet, la D906 n'a plus qu'une fonction de circulation locale, de ville à ville, sauf à mener à Épernon ou Maintenon, par la route éponyme du département d'Eure-et-Loir qui aboutit à Chartres. Aller à Chartres depuis Rambouillet se fait plutôt par la route nationale 10 et éventuellement l'autoroute A 11.

## Itinéraire
Dans le sens est-ouest, les communes traversées sont :

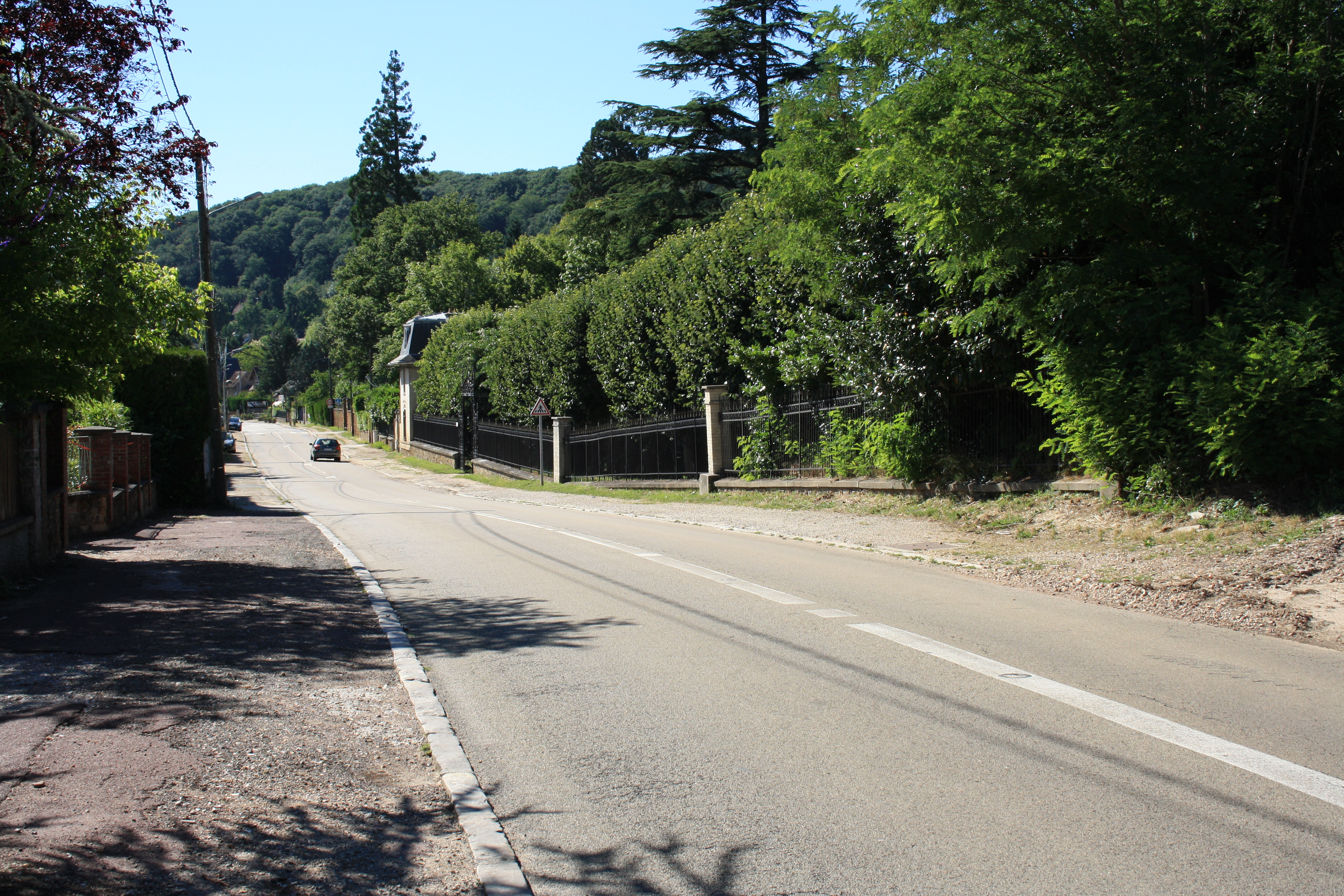
Rue de Paris à Saint-Rémy-lès-Chevreuse

- Rue de Paris à Saint-Rémy-lès-ChevreuseSaint-Rémy-lès-Chevreuse : début de la D906 à la limite de Gif-sur-Yvette (Essonne) dans le prolongement de la route nationale 306 qui se termine là ; elle traverse une zone d'habitat espacé en contrebas sud de la forêt d'Aigrefoin dans la vallée de l'Yvette avec le nom de rue de Paris, croise, en entrée de l'agglomération, la route départementale 938 (Versailles - direction des Molières dans l'Essonne) avec laquelle elle fusionne sur moins de 300 mètres avec le nom de rue Victor-Hugo, puis poursuit son tracé vers l'est, avec le nom d’avenue du Général-Leclerc, dans le cœur de la ville où commence la route départementale 51 (exclusivement saint-rémoise en direction de Milon-la-Chapelle),
- Chevreuse :
  - à l'entrée sur la commune, dont elle constitue l'axe principal, la D906 porte le nom de rue de la Porte de Paris, passe au début de la route départementale 46 (vers le nord, Milon-la-Chapelle et Saint-Lambert) et entre dans le centre-ville où commence, vers le nord-ouest, la route départementale 13 (vers Le Mesnil-Saint-Denis et La Verrière),
  - selon le sens de circulation est-ouest, la route passe par la rue de Dampierre et la rue des Cordiers, à l'angle desquelles commence la route départementale 58 (vers Dampierre-en-Yvelines et Plaisir (Yvelines)) avant de rejoindre la route de Rambouillet,
  - d'ouest en est, la voie à emprunter, à partir de la route de Rambouillet est la rue de Rambouillet,
  - dans cette route de Rambouillet commence la route départementale 41 (vers Boullay-les-Troux dans l'Essonne)
- Choisel où elle s'appelle aussi route de Rambouillet,
- Senlisse où la D906 croise la route départementale 149 (qui commence dans Senlisse et conduit vers le sud à Rochefort-en-Yvelines) ,
- Cernay-la-Ville, avec le nom de rue de Chevreuse jusqu'au croisement avec la route départementale 24 (Pecqueuse dans l'Essonne au sud et Auffargis au nord-ouest) et le début de la route départementale 72 (vers La Celle-les-Bordes au sud) puis de rue de Rambouillet, dans laquelle débute la route départementale 91 (vers Versailles au nord), jusqu'au croisement avec la route départementale 61 (La Celle-les-Bordes au sud et Le Perray-en-Yvelines au nord-ouest),
- Auffargis : la D906 traverse l'extrémité sud du territoire communal, dans le bois de Saint-Benoît,
- Vieille-Église-en-Yvelines : la D906 traverse également l'extrémité sud du territoire communal, dans le bois de Saint-Benoît, où commence la route départementale 73 (vers Les Essarts-le-Roi au nord),
- Rambouillet : la route prend le nom de route de l'Étang de la Tour, sort du bois de Saint-Benoît pour entrer dans le hameau du Pâtis, rejoint la route départementale 29 (vers Clairefontaine-en-Yvelines au sud-est), prend le nom de route de la Louvière puis croise, en passage inférieur et avec un petit échangeur, la route nationale 10 (Trappes - Chartres) ; en centre ville, la D906 passe sous la ligne de chemin de fer Paris-Montparnasse -Chartres à proximité de la gare de Rambouillet, croise la route départementale 151 (ave nord-sud rambolitain), prend le nom de rue Chasles, traverse la place Félix Faure, rejoint la route départementale 936 (Bourdonné - Saint-Arnoult-en-Yvelines) avec laquelle elle fusionne sur environ 200 mètres avec le nom de rue Georges-Lenôtre puis contourne le sud du parc du château de Rambouillet avec le nom d’avenue du Maréchal-Leclerc,
- Gazeran : la D906 a été limite communale entre Rambouillet et Gazeran pendant la traversée du sud de la forêt domaniale de Rambouillet traverse le nord du village avec le nom d'avenue du Général de Gaulle où commence, vers le sud, la route départementale 62 (vers la réserve zoologique de Sauvage à Émancé) ; à la sortie du village, commence la route départementale 80 (vers La Boissière-École au nord-ouest)
- Saint-Hilarion : la D906 traverse d'est en ouest le village avec le nom de route de Rambouillet pour finir à la limite du département d'Eure-et-Loir à l'entrée de la ville d'Épernon.